# أزولا برايميفا
أزولا برايميڤا (الاسم العلمي: Azolla primaeva) هو نوع منقرض من السراخس المائية في عائلة الأزولا معروف من حفريات الإيوسين من مرحلة الأبريسيني تم اكتشافه في كولومبيا البريطانية.